# W.C. Handy
W.C. Handy, właśc. William Christopher Handy (ur. 16 listopada 1873 w Florence (Alabama), zm. 28 marca 1958 w Nowym Jorku) – amerykański kompozytor i kornecista jazzowy, kierownik zespołu, nazywany „ojcem Bluesa”.

## życiorys
Studiował w Florence District School. Przez 25 lat prowadził własny zespół. W l. 20. XX w. założył wytwórnię płytową Handy Record Company. Zebrał i opracował wiele tematów z muzycznej tradycji bluesowej (ponad 150 utworów). W 1912 jako pierwszy kompozytor użył w tytule utworu określenia „blues” („Memphis Blues”). W 1938 opublikował własną autobiografię „Father of the Blues”.
W 1943 roku, na skutek wypadku, utracił wzrok.
W 1958 powstał film biograficzny o Handy’m pt. „St. Louis Blues” z Natem Kingiem Cole’em w roli głównej. Jego imieniem została nazwana najbardziej prestiżowa nagroda w świecie muzyki bluesowej – The W. C. Handy Award.

## Wybrane standardy bluesowe
- Memphis Blues (1909)
- Careless Love (1912)
- St. Louis Blues (1914)
- Yellow Dog Blues (1915)
- Beale Street Blues (1916)
- Ole Miss Rag (1917)
- Aunt Hagar’s Blues (1922)

## Dyskografia
- Father of the Blues (1923)
- Blues Revisited (1958)
- Memphis Blues Band (1990)